# Zalaszentgrót
Zalaszentgrót là một thành phố thuộc hạt Zala, Hungary. Thành phố này có diện tích 81,62 km², dân số năm 2010 là 7205 người, mật độ 88 người/km².